# Syncopacma buvati
Syncopacma buvati is een vlinder uit de familie tastermotten (Gelechiidae). De wetenschappelijke naam is voor het eerst geldig gepubliceerd in 1995 door Nel.
De soort komt voor in Europa.